# یواس‌اس پاول جی بیکر (دی‌ای-۶۴۲)
یواس‌اس پاول جی بیکر (دی‌ای-۶۴۲) (به انگلیسی: USS Paul G. Baker (DE-642)) یک کشتی بود که طول آن ۳۰۶ فوت ۰ اینچ (۹۳٫۲۷ متر) بود. این کشتی  در سال ۱۹۴۴ ساخته شد.